# Collegio uninominale Puglia - 09 (2020)
Il collegio elettorale uninominale Puglia - 09 è un collegio elettorale uninominale della Repubblica Italiana per l'elezione della Camera dei deputati.

## Territorio
Come previsto dalla legge n. 51 del 27 maggio 2019, il collegio è stato definito tramite decreto legislativo all'interno della circoscrizione Puglia.
È formato dal territorio di 30 comuni della provincia di Lecce: Arnesano, Calimera, Campi Salentina, Caprarica di Lecce, Carmiano, Castri di Lecce, Cavallino, Copertino, Galatone, Guagnano, Lecce, Lequile, Leverano, Lizzanello, Martignano, Melendugno, Monteroni di Lecce, Nardò, Novoli, Porto Cesareo, Salice Salentino, San Cesario di Lecce, San Donato di Lecce, San Pietro in Lama, Squinzano, Sternatia, Surbo, Trepuzzi, Veglie e Vernole.
Il collegio è parte del collegio plurinominale Puglia - 04.

## Eletti
| Elezione | Elezione | Deputato        | Partito           |
| -------- | -------- | --------------- | ----------------- |
|          | 2022     | Saverio Congedo | Fratelli d'Italia |

## Dati elettorali

### XIX legislatura
Come previsto dalla legge elettorale, 147 deputati sono eletti con sistema a maggioranza relativa in altrettanti collegi uninominali a turno unico.
| Candidati                                 | Candidati                 | Voti    | %     | Liste                          | Voti    | %     |
| ----------------------------------------- | ------------------------- | ------- | ----- | ------------------------------ | ------- | ----- |
|                                           | Saverio Congedo ✔️ Eletto | 76 326  | 43,35 | Fratelli d'Italia              | 47 173  | 26,79 |
| Forza Italia                              | Saverio Congedo ✔️ Eletto | 76 326  | 43,35 | 15 433                         | 8,77    |       |
| Lega per Salvini Premier                  | Saverio Congedo ✔️ Eletto | 76 326  | 43,35 | 12 715                         | 7,22    |       |
| Noi moderati/Lupi - Toti - Brugnaro - UDC | Saverio Congedo ✔️ Eletto | 76 326  | 43,35 | 1 005                          | 0,57    |       |
|                                           | Sebastiano Giuseppe Leo   | 45 221  | 25,69 | Partito Democratico-IDP        | 34 054  | 19,34 |
| Alleanza Verdi e Sinistra                 | Sebastiano Giuseppe Leo   | 45 221  | 25,69 | 6 348                          | 3,61    |       |
| +Europa                                   | Sebastiano Giuseppe Leo   | 45 221  | 25,69 | 3 468                          | 1,97    |       |
| Impegno Civico - Centro Democratico       | Sebastiano Giuseppe Leo   | 45 221  | 25,69 | 1 351                          | 0,77    |       |
|                                           | Francesco Mandoi          | 38 718  | 21,99 | Movimento 5 Stelle             | 38 718  | 21,99 |
|                                           | Maria Soave Alemanno      | 8 517   | 4,84  | Azione - Italia Viva - Calenda | 8 517   | 4,84  |
|                                           | Marianna Lentini          | 2 871   | 1,63  | Unione Popolare                | 2 871   | 1,63  |
|                                           | Minotta Morelli           | 2 575   | 1,46  | Italexit                       | 2 575   | 1,46  |
|                                           | Giovanna Coricciati       | 1 826   | 1,04  | Italia Sovrana e Popolare      | 1 826   | 1,04  |
| Totale                                    | Totale                    | 176 054 | 100   |                                | 176 054 | 100   |
|                                           |                           |         |       |                                |         |       |
| Schede bianche                            | Schede bianche            | 3 777   | 2,04  |                                |         |       |
| Schede nulle                              | Schede nulle              | 5 403   | 2,92  |                                |         |       |
| Votanti                                   | Votanti                   | 185 234 | 59,28 |                                |         |       |
| Elettori                                  | Elettori                  | 312 462 |       |                                |         |       |